# Shoko Miyata
Shoko Miyata (en japonés: 宮田笙子, Miyata Shoko; Kioto, 21 de septiembre de 2004) es una deportista japonesa que compite en gimnasia artística.
Ganó una medalla de bronce en el Campeonato Mundial de Gimnasia Artística de 2022, en la prueba de barra de equilibrio.
A pesar de haberse clasificado para los Juegos Olímpicos de París 2024, no pudo participar ya que fue excluida por infringir las normas disciplinarias de la federación de gimnasia de su país.

## Palmarés internacional
| Campeonato Mundial | Campeonato Mundial      | Campeonato Mundial | Campeonato Mundial |
| Año                | Lugar                   | Medalla            | Prueba             |
| ------------------ | ----------------------- | ------------------ | ------------------ |
| 2022               | Liverpool (Reino Unido) | Medalla de bronce  | Barra              |